# Oxydia palynata
Oxydia palynata är en fjärilsart som beskrevs av Achille Guenée 1858. Oxydia palynata ingår i släktet Oxydia och familjen mätare. Inga underarter finns listade i Catalogue of Life.